# انویل سور
انویل سور (به فرانسوی: Anneville-sur-Scie) یک کمون در فرانسه است که در canton of Longueville-sur-Scie واقع شده‌است. انویل سور ۵٫۴۱ کیلومتر مربع مساحت دارد ۳۸ متر بالاتر از سطح دریا واقع شده‌است.